# 孤狼救援
《孤狼救援》（英語：Gunner）是一部2024年美國動作驚悚片，由迪米崔·洛戈塞蒂斯執導，蓋瑞·史考特·湯普森編劇，路克·漢斯沃與摩根·費里曼主演；講述特種部隊士兵的兩個兒子在森林中遭販毒集團綁架，導致他深入敵陣解救家人。電影2024年8月16日在美國採有限上映及數位發行。

## 演員
- 路克·漢斯沃飾演李·岡那（Lee Gunner）[2]
- 摩根·費里曼飾演肯卓克·萊克（Kendrick Ryker）[2]
- 米凱·夏儂·傑金斯（英语：Mykel Shannon Jenkins）飾演多布斯（Dobbs）[3]
- 約瑟夫·巴耶納飾演沃利（Wally）[4]
- 葛蘭·菲利（Grant Feely）飾演路克·岡那（Luke Gunner）[3]
- 康納·德沃夫（Connor DeWolfe）飾演崔維斯·岡那（Travis Gunner）[3]
- 莫里斯·P·凱瑞（Maurice P. Kerry）飾演尚恩·凱勒（Sean Keller）
- 尤莉亞·克拉斯（Yulia Klass）飾演克萊兒（Claire）

## 製作
2023年1月，宣布路克·漢斯沃將出演本片。摩根·費里曼在下個月簽約參演。2023年4月，約瑟夫·巴耶納、葛蘭·菲利（Grant Feely）、康納·德沃夫（Connor DeWolfe）和米凱·夏儂·傑金斯加入演出陣容。
電影的主要拍攝2023年3月30日在阿拉巴馬州伯明罕展開。劇組2023年4月在贝瑟默拍片。

## 發行
《孤狼救援》2024年8月16日在美國採有限上映及數位發行。

## 外部連結
- 官方网站
- 互联网电影数据库（IMDb）上《孤狼救援》的资料（英文）